# Dina Madir
Dina Madir (20. svibnja 1995.), hrvatska gimnastičarka. Hrvatska je državna reprezentativka. Sudionica svjetskog prvenstva koje se je održalo od 21. listopada do 18. studenoga 2015. godine u Glasgowu.
Nastupila na Europskim igrama 2015. godine.